# Leandra sericea
Leandra sericea là một loài thực vật có hoa trong họ Mua. Loài này được DC. mô tả khoa học đầu tiên.